# ガールズplus1
『ガールズplus1』（-プラスワン）は、1996年4月1日から9月30日まで、フジテレビ系で深夜に放送されたテレビドラマ。放送日時は月曜25時00分から25時30分。全24話。

## 概要
ナンセンスなストーリー展開と実験的な演出のテレビドラマ。番組内で結成されたグループ、ガールズplus1は、実際に1枚のシングルCDを発売し、レコード店で記念イベントを行った。
『ギフト』や『きらきらひかる』で知られるフジテレビプロデューサー山口雅俊が手掛けた連続テレビドラマ第1作であり、山口の思い入れも強く、自身のプロフィールには必ず記載されている。メインキャストには、ルー大柴以外、当時無名に近いタレントが起用された。脇役や端役に、浅井企画や大人計画の所属俳優が多数出演した。

## ストーリー
5人の若者が喫茶店イン・ザ・レインに偶然居合わせた。高飛車なヒミコ、美脚が自慢のレイナ、お嬢さまのミチコ、天真爛漫なヒナ、中性的なマサキ。弱小芸能事務所ダクションキクチを経営する胡散臭いマネージャー・キクチのもと、5人はアイドルグループ「ガールズplus1」を結成し、売れっ子を目指して、さまざまな理解不可能な災難を乗り越えてゆく。

## キャスト
- ヒミコ：堀恵子
- レイナ：夏観享子
- ミチコ：松田千奈
- ヒナ：島村千草
- マサキ：大地
- キクチ：ルー大柴

- 修道女／予言者：角田智美
- 国籍不明男：神戸浩
- 敏腕プロデューサー：モロ師岡
- スナック「ほつれ髪」の女：梅垣義明
- 坊っちゃん：飯塚俊太郎
- 復讐したガールの華子：濱田万葉
- 丼飯米：小野みゆき
- ホンマ・ジャメリカ：おさる
- チョー有名な作詞家：ラッキィ池田
- 一ノ瀬うらら：藤本恭子
- 白百合社長：上白土なおこ
- 日陰歩／大岩田松之介：赤星昇一郎
- 催眠術師：海津義孝

## スタッフ
- プロデュース：山口雅俊、長尾恵美子
- 脚本：松本稔、山本寛子、山口雅俊
- 演出：水田成英、緒方幸夫

## 主題歌・挿入歌
- オープニングテーマ（前期）：Hi-STANDARD「GROWING UP」
- オープニングテーマ（後期）：EL-MALO「Companies」
- エンディングテーマ：eri「強くなれる」
- 挿入歌：ガールズplus1「スウィッチ！」（作詞：山口雅俊、作曲：中川孝）

| フジテレビ 月曜深夜1時台前半のドラマ | フジテレビ 月曜深夜1時台前半のドラマ | フジテレビ 月曜深夜1時台前半のドラマ |
| 前番組                               | 番組名                               | 次番組                               |
| ------------------------------------ | ------------------------------------ | ------------------------------------ |
| 東京SEX ※24：50〜25：20              | ガールズplus1 ※25：00〜25：30        | 3番テーブルの客 ※25：10〜25：40      |